# Top Ten Money Making Stars Poll
Il Top Ten Money Making Stars Poll viene pubblicato ogni anno dal 1932 dalla Quigley Publishing Company. Si tratta di una lista basata su un sondaggio fatto ai proprietari dei cinema dove vengono elencati gli attori più richiesti, quelli che assicurano un maggior incasso. 
Ogni anno la lista compare nell'apposito almanacco, ed è stata a lungo considerata come uno dei criteri più affidabili su cui i produttori cinematografici facevano affidamento. 

## Lista di attori
Fra gli attori che vi sono rientrati, Johnny Depp, Leonardo DiCaprio, Will Smith, Denzel Washington, Tom Hanks, George Clooney, Will Ferrell, Tom Cruise, Dakota Fanning. Nel passato fra gli attori più celebri vi furono John Wayne e Marilyn Monroe.